# Strahlrohrregler

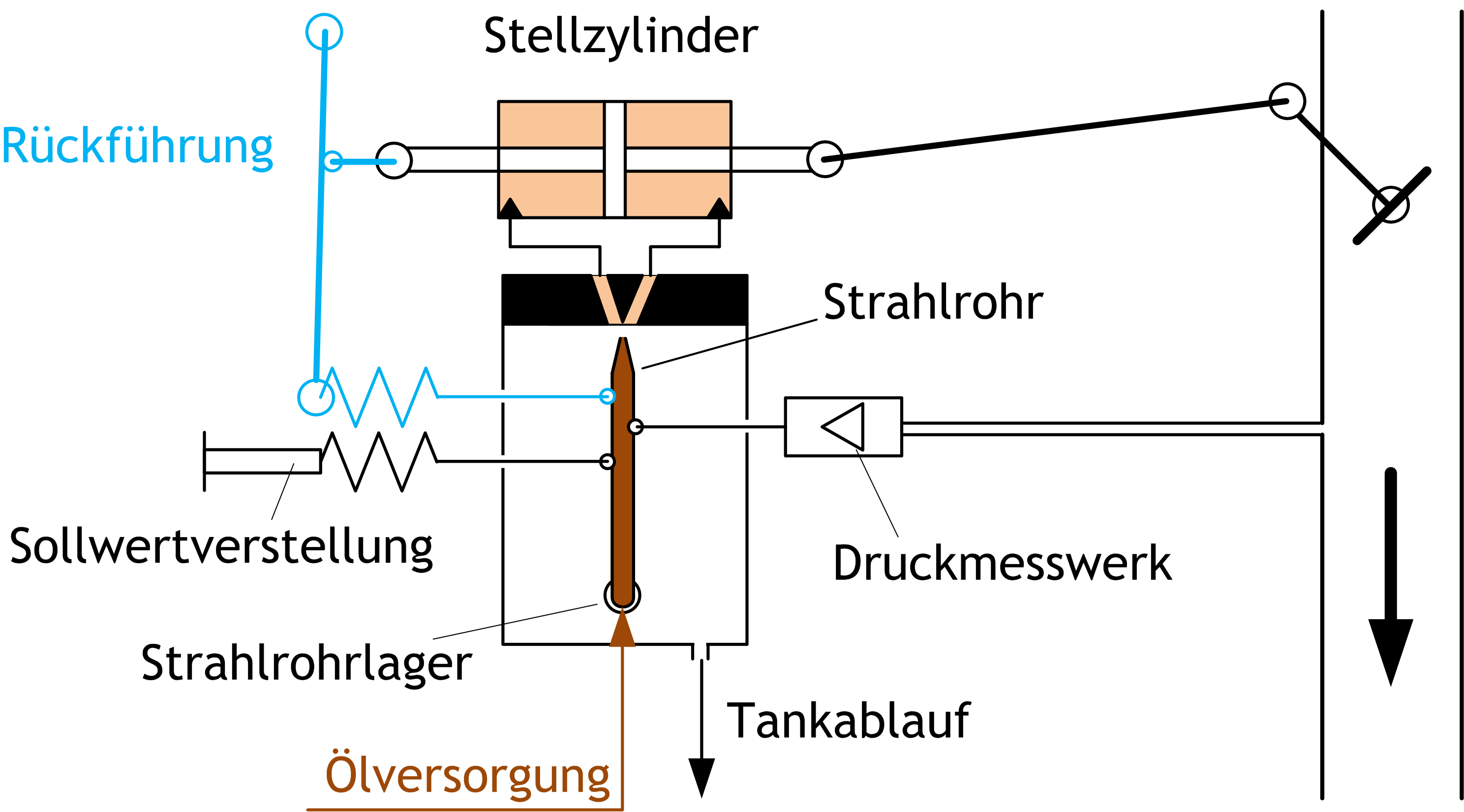
Strahlrohrregler als Druckregler, mit optionaler Rückführung (blau) zur Verwendung als P-Regler

Ein Strahlrohrregler ist ein hydraulischer modularer Regler. Das Wirkprinzip beruht darauf, dass ein Ölstrahl aus einem schwenkbar gelagerten Düsenrohr austritt, wobei der Impuls des Ölstrahls über Empfängerbohrungen je nach Strahlüberdeckung auf die Kolbenflächen eines Hydraulikzylinders wirkt. Die Regelabweichung wird durch einen Vergleich der auf das Strahlrohr einwirkenden Kräfte gebildet. Bei abgeglichener Regelung befindet sich das Düsenrohr in der Mittelstellung und beide Zylinderseiten werden über die vom Ölstrahl gleich überdeckten Empfängerbohrungen mit gleichem Druck beaufschlagt. Der Zylinder ist in Ruhe.
Der Strahlrohrregler arbeitet ohne weitere Anbauteile als reiner I-Regler – die Stellgeschwindigkeit des Zylinders ist nahezu proportional zur Regelabweichung. Durch Anbauteile (Rückführung der Hydraulikzylinderposition über Federn auf das Strahlrohr) kann ein PT1-Verhalten erzielt werden. Über nachgiebige Rückführungen (Dämpfer im Rückführkreis) ist auch PI-Verhalten realisierbar. Die Sollwertvorgabe kann durch Federvorspannung oder durch die Kraft eines Elektromagneten (Tauchspule) aufgebracht werden. Als Prozesssignal kann Druck über eine entsprechende Membrandose eine Kraft auf das Strahlrohr erzeugen. Bei Verwendung als hydraulischer Verstärker oder elektrohydraulischer Wandler wird die Stellzylinderposition über Federn auf das Strahlrohr zurückgeführt.
Vorteile des Strahlrohrreglers gegenüber anderen Regelgeräten seiner Epoche sind seine Robustheit, hohe Stellkräfte und vielfältige Einsatzmöglichkeiten. Verbreitet sind die seit 1923 von Guido Wünsch bei der Firma Askania-Werke entwickelten Askania-Strahlrohr-Regler. Diese stellten einen modularen Baukasten zur Verfügung, der auch die Realisierung komplexer Regelungen ermöglichte. In den 1950er und 1960er Jahren fand der Strahlrohrregler weite Verbreitung in der Kraftwerks- und Prozessindustrie für nahezu alle Regelaufgaben im Wasser-Dampf-Kreislauf, aber auch als Feuerungsregler oder Turboverdichterregelung.